# Чирьяк, Фране
Фране Чирьяк (хорв. Frane Čirjak; род. 23 июня 1995, Задар) — хорватский футболист, полузащитник клуба «Бухара».

## Клубная карьера
Занимался футболом в академии хорватского «Задара». Дебют в профессиональном футболе для Чирьяка состоялся 22 февраля 2013 года в матче чемпионата Хорватии против «Загреба» (1:2). Летом 2015 года подписал контракт со швейцарским «Люцерном», где провёл полтора года, но сыграл всего в одном матче чемпионата Швейцарии. Зимой 2017 года вернулся в «Задар».
В июле 2017 года перешёл в «Зриньски». Вместе с командой становился чемпионом Боснии и Герцеговины сезона 2017/18, участвовал в отборочных матчах Лиги Европы и Лиги чемпионов.
В октябре 2020 года хорват подписал двухлетний контракт с украинским клубом «Львов». 17 октября 2020 года дебютировал за «Львов» в рамках Украинской Премьер-Лиги в выездном матче против «Шахтёра» (1:5), выйдя на замену на 72-й минуте вместо Донатаса Казлаускаса.

## Карьера в сборной
В 2013 году выступал за юношескую сборную Хорватии до 19 лет.

## Достижения
«Зриньски»
- Чемпион Боснии и Герцеговины: 2017/18
- Серебряный призёр чемпионата Боснии и Герцеговины: 2018/2019
- Бронзовый призёр чемпионата Боснии и Герцеговины: 2019/20